# Haßlach bei Kronach

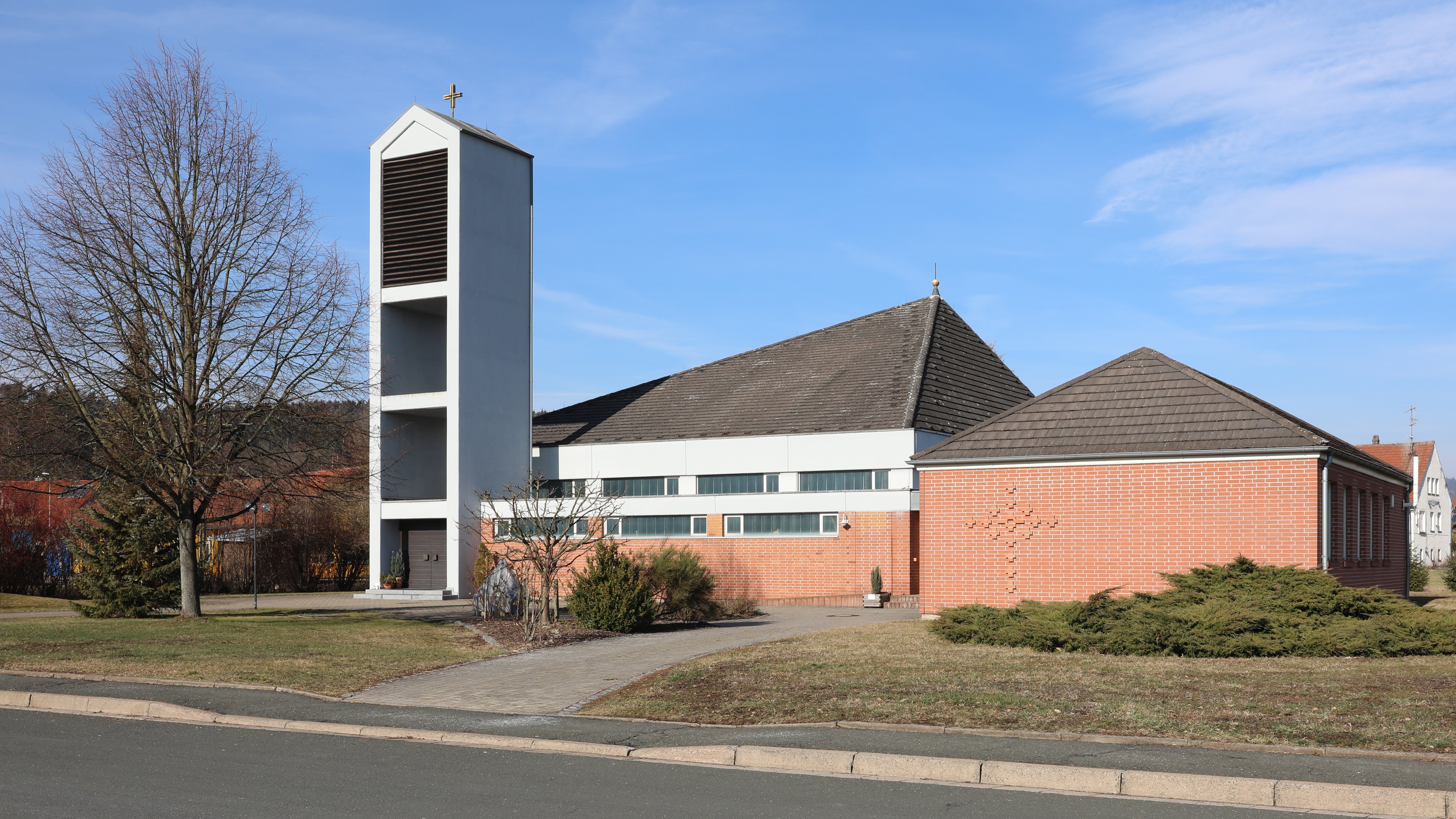
St. Johannes

Haßlach bei Kronach (amtlich: Haßlach b.Kronach) ist ein Gemeindeteil von Stockheim im oberfränkischen Landkreis Kronach in Bayern.

## Geographie
Das Kirchdorf liegt am rechten Ufer der Haßlach. Die Bundesstraße 85 führt nach Stockheim (2,5 km nördlich) bzw. nach Gundelsdorf (1,3 km südöstlich). Die Bundesstraße 89 zweigt von der B 85 ab und führt an Burggrub vorbei nach Neuhaus-Schierschnitz (4,6 km nordwestlich). Die Staatsstraße 2708 führt nach Haig (1,3 km südwestlich).

## Geschichte
Die Erstnennung war im Jahr 1307 indirekt, als Albert von der Cappel zu Haßlach und seine Frau, Tochter des Ulrich von Haßlach, auf Güter in Eila, Brauersdorf, Lauterbach (bei Posseck, abgegangen) und in der Grün bei Reitsch zu Gunsten des Klosters Langheim verzichteten. Die 1567 in Burggrub eingeführte Reformation veranlasste auch die Herren von der Cappel zum Übertritt. 1631 starb Georg Wolfgang von der Cappel ohne männlichen Nachkommen. Die Rittergüter Haßlach und Stockheim fielen an das Hochstift Bamberg. 1639 schenkte Bischof Franz von Hatzfeld die beiden Güter der Stadt Kronach für deren Treue und Tapferkeit im Kampf gegen die Schweden während des Dreißigjährigen Kriegs.
Gegen Ende des 18. Jahrhunderts gab es in Haßlach 14 Anwesen (1 Hof, 6 Söldengüter, 5 Tropfhäuser, 1 Haus, 1 Mahl- und Schneidmühle). Das Hochgericht übte das bambergische Centamt Kronach aus. Die Dorf- und Gemeindeherrschaft sowie die Grundherrschaft über alle Anwesen hatte die Stadt Kronach inne, ehemals war es das Rittergut Haßlach.:S. 477
Haßlach ging durch den Reichsdeputationshauptschluss im Jahr 1803 in den Besitz des Kurfürstentums Bayern über. Mit dem Gemeindeedikt wurde Haßlach dem 1808 gebildeten Steuerdistrikt Stockheim zugewiesen. Mit dem Zweiten Gemeindeedikt entstand 1818 die Ruralgemeinde Haßlach. Sie war in Verwaltung und Gerichtsbarkeit dem Landgericht Kronach zugeordnet und in der Finanzverwaltung dem Rentamt Kronach (1919 in Finanzamt Kronach umbenannt). Ab 1862 gehörte Haßlach zum Bezirksamt Kronach (1939 in Landkreis Kronach umbenannt). Die Gerichtsbarkeit blieb beim Landgericht Kronach (1879 in das Amtsgericht Kronach umgewandelt).:S. 584 Die Gemeinde hatte eine Fläche von 1,728 km².
Am 1. Januar 1975 wurde Haßlach bei Kronach im Zuge der Gebietsreform in Bayern in Stockheim eingegliedert.

### Baudenkmäler
In der Bayerischen Denkmalliste sind zwei Baudenkmäler aufgeführt:
- Ehemalige Schlossmühle
- Bildstock

Die folgenden Häuser listete Tilmann Breuer in dem Buch Landkreis Kronach von 1964 mit ihren ursprünglichen Hausnummern auch als Kunstdenkmale auf. Sie werden in der Denkmalschutzliste nicht geführt, da sie entweder nicht aufgenommen, abgebrochen oder stark verändert wurden.
- Haus Nr. 13: Eingeschossiger Satteldachbau aus Sandsteinquadern, der Türsturz am Scheitelstein ist mit „J.J.B.H. / F.A.M.M. 1823“ bezeichnet.[10]
- Haus Nr. 17: Zweigeschossiger Sandsteinquaderbau mit Halbwalmdach, der Scheitelstein der Haustür ist mit „Martin Doppel 1863“ bezeichnet. Am Erdgeschoss befinden sich Ecklisenen. Verschieferter, hexagonaler Dachreiter mit Zeltdach, allseitig mit Stichbogenfenstern versehen.[10]

### Einwohnerentwicklung
| Jahr | Einwohner | Häuser | Quelle  |
| ---- | --------- | ------ | ------- |
| 1818 | 144       | 30     | :S. 584 |
| 1840 | 102       |        | [ 11 ]  |
| 1852 | 136       |        | [ 11 ]  |
| 1855 | 144       |        | [ 11 ]  |
| 1861 | 149       |        | [ 12 ]  |
| 1867 | 146       |        | [ 13 ]  |
| 1871 | 177       | 25     | [ 14 ]  |
| 1875 | 158       |        | [ 15 ]  |
| 1880 | 150       |        | [ 16 ]  |
| 1885 | 170       | 24     | [ 17 ]  |
| 1890 | 145       | 23     | [ 18 ]  |
| 1895 | 140       |        | [ 11 ]  |
| 1900 | 155       | 24     | [ 19 ]  |

| Jahr | Einwohner | Häuser | Quelle |
| ---- | --------- | ------ | ------ |
| 1905 | 213       |        | [ 11 ] |
| 1910 | 277       |        | [ 20 ] |
| 1919 | 276       |        | [ 11 ] |
| 1925 | 298       | 40     | [ 21 ] |
| 1933 | 310       |        | [ 11 ] |
| 1939 | 331       |        | [ 11 ] |
| 1946 | 435       |        | [ 11 ] |
| 1950 | 458       | 58     | [ 22 ] |
| 1952 | 470       |        | [ 11 ] |
| 1961 | 395       | 73     | [ 1 ]  |
| 1970 | 595       |        | [ 23 ] |
| 1987 | 547       | 143    | [ 24 ] |
| 2018 | 515       |        | [ 23 ] |

## Religion
Der Ort ist römisch-katholisch geprägt und war ursprünglich nach St. Johannes der Täufer (Kronach) gepfarrt,:S. 477 seit dem 19. Jahrhundert ist die Pfarrei St. Katharina (Neukenroth) zuständig. Die protestantische Minderheit ist nach St. Laurentius (Burggrub) gepfarrt.
Nach dem Kauf des Kirchengrundstückes im Jahr 1971 und der Einweihung des neuen Friedhofs 1973 folgte am 18. Juni 1978 die Konsekration der neuen Kirche St. Johannes der Täufer, einer Filialkirche der katholischen Pfarrei Neukenroth, durch den Bamberger Weihbischof Martin Wiesend. Ein Gemeinschaftsraum wurde 1995 an die Kirche angebaut.

## Söhne und Töchter des Ortes
- Ulrike Umlauf-Orrom (* 1953), Glaskünstlerin und Designerin
- Werner Zillig (* 1949), Schriftsteller und Sprachwissenschaftler